# Petr Janda
Petr Janda (* 2. května 1942 Praha) je český rockový zpěvák, skladatel, kytarista, majitel nahrávacího studia Propast a většinový akcionář hudební agentury a vydavatelství Best I.A. Petr Janda je dlouholetým frontmanem skupiny Olympic, pro kterou složil mnoho hitů. Je jednou z nejvýznamnějších osobností v historii české hudební scény.

## Životopis
První jeho působení bylo ve skupině Sputnici, kde začínal hrát s kytarou v roce 1959. Pak hrál v skupině Big Beat Quintet (čili B.B.Q.), kde byli jeho spoluhráči Pavel Chrastina a Jan Antonín Pacák. Od roku 1963 hrál v kapele Olympic ve stejnojmenném klubu v Praze, Spálené ulici. V roce 1964 účinkoval se skupinou v pásmu Ondráš podotýká v divadle Semafor. Spolu se skupinou se dostal do nahrávacích studií, na gramofonové desky, do rádia a televize, skupina byla podporována časopisem Mladý svět, měla možnost vystupovat v zahraničí. Skupina se zúčastňovala Festivalů politické písně Sokolov. Ve skupině hraje na sólové elektrické i akustické kytary, působí jako autor hudby a některých textů, zpěvák a od druhé poloviny šedesátých let jako vedoucí skupiny.
V letech 1974–1976 se umístil v populární anketě Zlatý slavík časopisu Mladý svět na 8.–10. místě a ještě lépe se umisťovala jím vedená skupina Olympic, když v tehdy velmi populární anketě dokonce dosáhla trojnásobného vítězství v letech 1981–1983 a další tři vítězství získala v letech 1996–1998 v nástupnické soutěži Český slavík.
V letech 1992–1997 byl Petr Janda předsedou výboru Ochranného svazu autorského (OSA). V roce 2004 neúspěšně kandidoval do senátu v obvodě Kutná Hora jako nestraník za hnutí Nezávislí.
V roce 2024 byl oceněn medailí Za zásluhy I. stupně, za zásluhy o stát v oblasti umění.

### Osobní život
Jeho první ženou byla Jana Jandová, která zemřela v roce 1991 na rakovinu. Měl s ní dceru Martu (* 1974) a syna Petra (* 1967), který zemřel v roce 2001, rovněž na rakovinu. Jeho druhou manželkou byla moderátorka Martina Jandová, se kterou má dceru Elišku (* 1992). Jeho třetí manželkou je Alice Jandová, se kterou má dcery Anežku (* 2009) a Rosalii (* 2012). Od syna Petra má dva vnuky Matouše (* 1991) a Petra (* 1995) a od dcery Marty vnučku Marii (* 2013).
Jeho dcera Marta se prosadila jako zpěvačka německé kapely Die Happy, jeho bratr Slávek Janda vede kapelu Abraxas a jejich bratrancem byl kytarista a hudební skladatel Luboš Andršt.

## Kytary a aparáty
V počátcích své kariéry hrál Petr Janda na české kytary, zejména na model Jolana Grazioso. Jeho nejslavnější kytarou se stal černý Gibson Les Paul z 50. let, kterého můžeme slyšet na albech z 2. poloviny 70. let a první poloviny 80. let minulého století. Později Janda používal řadu různých kytar, zejména kytary Ibanez a Fender Stratocaster. Co se aparátů týká: většinu své kariéry používal lampové zesilovače Marshall, v posledních letech přešel na lampové aparáty Hughes & Kettner.
Na koncertě Olympic 50 let v O2 areně použil kytaru Ibanez JEM.